# Fritz Strobl
Fritz Strobl (Lienz, 24 de agosto de 1972) es un deportista austríaco que compitió en esquí alpino; campeón olímpico en Salt Lake City 2002.
Participó en tres Juegos Olímpicos de Invierno, entre los años 1998 y 2006, obteniendo una medalla de oro en Salt Lake City 2002, en la prueba de descenso, y el octavo lugar en Turín 2006, en la misma prueba.
Ganó dos medallas en el Campeonato Mundial de Esquí Alpino de 2007, oro en la prueba de equipo mixto y plata en el supergigante. En la Copa del Mundo consiguió nueve victorias y 31 podios en total.
En 2002 recibió la Condecoración de Honor de Oro de la Orden al Mérito de la República de Austria.

## Palmarés internacional
| Juegos Olímpicos   | Juegos Olímpicos                | Juegos Olímpicos | Juegos Olímpicos |
| Año                | Lugar                           | Medalla          | Prueba           |
| ------------------ | ------------------------------- | ---------------- | ---------------- |
| 2002               | Salt Lake City (Estados Unidos) | Medalla de oro   | Descenso         |
| Campeonato Mundial |                                 |                  |                  |
| Año                | Lugar                           | Medalla          | Prueba           |
| 2007               | Åre (Suecia)                    | Medalla de oro   | Equipo mixto     |
| 2007               | Åre (Suecia)                    | Medalla de plata | Supergigante     |